# 牛神古墳
牛神古墳（うしがみこふん）は、愛媛県今治市（旧越智郡朝倉村）古谷甲1194番地1に所在する古墳時代後期（6世紀中頃）の古墳（円墳）。今治市指定史跡に指定されている。

## 概要
高縄半島の丘陵部から、瀬戸内海の燧灘に面した沖積地に向けてのびる標高40メートルほどの台地に所在する。直径約13メートル・高さ約4メートルの円墳と推定され、一般県道今治丹原線（県道155号）の整備事業に伴って、1995年（平成7年）8月31日から1996年（平成8年）3月20日にかけて当時の朝倉村教育委員会により発掘調査された。
1つの墳丘に形態の異なる2つの埋葬施設をもち、竪穴式石室・横穴式石室各1基が検出された。副葬品では、土器類（土師器・須恵器）のほか、鉄器・装身具などが出土した。
2001年（平成13年）3月6日に今治市指定史跡に指定。現在は県道155号沿いの「牛神古墳公園」として保存整備され、今治市朝倉ふるさと美術古墳館が墳丘や出土遺物の管理を行っている。